# Равеня
Равеня, още Равня, Равения или Равена/Равна (на гръцки: Μακρυπλάγι, Макриплаги, до 1927 година Ραβένια, Равеня), е село в Република Гърция, разположено на територията на дем Драма в област Източна Македония и Тракия.

## География
Селото е разположено на 720 m надморска височина в планината Коджадаг, на 11 km северно от град Драма.

## История

### Етимология
Според Йордан Н. Иванов името е жителско име от местното име *Равь, от изчезналото съществително *равь, равнище, от което е образувано прилагателното ра̀вен, старобългарското равьнь.

### В Османската империя
В началото на XX век Равеня е село в Драмска кааза на Османската империя. Според статистиката на Васил Кънчов („Македония. Етнография и статистика“) в 1900 година Равня (Ревена) има 550 жители, всички турци.

### В Гърция
След Междусъюзническата война от 1913 година селото остава в пределите на Гърция. Мюсюлманското му население в 1923 година по силата на Лозанския договор е изселено в Турция и на негово място са настанени гърци бежанци. В 1928 година Равня е представено като изцяло бежанско село с 43 бежански семейства и 168 жители общо. В 1927 година името на селото е променено на Макриплаги.
Селото пострадва във Втората световна война и в Гражданската война, а от 60-те години населението се изселва към големите градове.
Населението произвежда тютюн, жито, картофи и други селскостопански продукти, като се занимава и със скотовъдство.
| Име            | Име            | Ново име                 | Ново име                    | Описание                     |
| -------------- | -------------- | ------------------------ | --------------------------- | ---------------------------- |
| Рус тепе       | Ροὺς Τεπὲ      | Синора                   | Σίνορα                      | връх (1103,5 m) ЮИ от Равеня |
| Коджадаг       | Κοτζὰ Ντάγ     | Мегаловуни               | Μεγαλοβούνι                 | връх (1115,3 m) ЮИ от Равеня |
| Бугаз          | Μπουγάζ        | Стенотопос               | Στενότοπος                  | местност ЮИ от Равеня        |
| Долно Хаджалар | Κάτω Χατζαλάρ  | Ерипия Като Анидру       | 'Ερείπια Κάτω ᾿Ανύδρου      | бивше село И от Равеня       |
| Исмаил Ова     | Ἰσμαὴλ Ὀβὰ     | Мегалокамбос             | Μεγαλόκαμπος                | връх (933 m) СИ от Равеня    |
| Горно Хаджалар | ῎Ανω Χατζαλάρ  | Ерипия Ано Пападон       | Ερείπια ῎Ανω Παπάδων        | бивше село И от Равеня       |
| Картал тепе    | Καρτὰλ Τεπὲ    | Аетокорифи               | Αετοκορυφή                  | връх (974 m) СИ от Равеня    |
| Карагач        | Καραγάτς       | Мавродендри              | Μαυρόδενδρι                 | връх (955,2 m) СИ от Равеня  |
| Карагач        | Καραγάτς       | Фтелия                   | Φτελιά                      | връх (768 m) З от Равеня     |
| Пелтеклер      | Πετεκλέρ       | Ерипия                   | Ερείπια                     | бивше село И от Равеня       |
| Олук дере      | Ολούκ Ντερὲ    | Потистрес                | Ποτίστρες                   | река И от Равеня             |
| Махут Саман    | Μαχούτ Σαμάν   | Ревитотопос              | Ρεβυθότοπος                 | местност СИ от Равеня        |
| Карал тепе     | Καρὰλ Τεπὲ     | Андерисма Аделфон Мавру  | ᾿Αντέρεισμα ᾿Αδελφῶν Μαύρου | връх (685 m) СИ от Равеня    |
| Добросул       | Ντομπροσούλ    | Кало Неро                | Καλὸ Νερό                   | връх (843,2 m) С от Равеня   |
| Кара Орман     | Καρὰ Ορμμάν    | Мавро Вуно               | Μαῦρο Βουνό                 | връх С от Равеня             |
| Юнак Дереси    | Γιονὰκ Ντερεσὶ | Рема Агиоу Пантелеймонос | Ρέμα ῾Αγίου Παντελεήμονος   | река                         |
| Бал ятак       | Μπὰλ Γιατάκ    | Мелисофолия              | Μελισσοφωλιά                | връх (675 m) СИ от Равеня    |
| Рапеш          | Ράπες          | Дрепан                   | Δρεπὰν                      | връх (834,5 m) СИ от Равеня  |
| Тиклова        | Τίκλοβα        | Кастаниес                | Καστανιές                   | връх (850,1 m) СИ от Равеня  |

| Година    | 1913 | 1920 | 1928 | 1940 | 1951 | 1961 | 1971 | 1981 | 1991 | 2001 | 2011 | 2021 |
| --------- | ---- | ---- | ---- | ---- | ---- | ---- | ---- | ---- | ---- | ---- | ---- | ---- |
| Население | 944  | 722  | 193  | 445  | 212  | 297  | 142  | 72   | 70   | 74   | 40   | 25   |